# Егорлыкская
Егорлы́кская — станица, административный центр Егорлыкского района Ростовской области и Егорлыкского сельского поселения.
Население — 17 660 человек (2010), крупнейший населённый пункт района и крупнейшая по населению станица Ростовской области.
Железнодорожная станция Атаман на линии «Батайск—Сальск» Ростовского региона Северо-Кавказской железной дороги — филиала ОАО «Российские железные дороги». В трёх км западнее станицы расположен военный аэродром Егорлыкская (в настоящее время закрыт).
Именно под Егорлыкской 25-27 февраля (12-14 февраля по старому стилю) 1920 года разыгралось самое крупное за всю Гражданскую войну встречное конное сражение, где общие силы обеих сторон достигали 25 тысяч всадников.

## История
До революции
В конце XVIII века Россия сблизилась с Грузией и Арменией, которые были на грани порабощения азиатскими завоевателями. В 1783 году между Россией и Грузией был заключен серьёзный трактат на «постоянное пребывание в Тифлисе двух батальонов русских войск при четырёх орудиях». С увеличением численности войск со сменой личного состава, снабжением возникали большие затруднения, так как на пути движения от Батайска до села Средний Егорлык не было населённых пунктов. По решению царского правительства и по ходатайству атамана М. И. Платова были созданы четыре задонских станицы вдоль тракта на Кавказ — Злодейская, Кагальницкая, Мечётинская и Егорлыкская. Переселяли туда жителей тех станиц войска Донского, которые особо нуждались в свободной земле.
Переселение это было принудительное, по жребию. Первыми жителями станицы Егорлыкской были крестьяне из Черниговской, Екатеринославской и других губерний. Спустя десять лет на обжитое и оборудованное место переселили около 75 семей казаков из Луганской, Нижне-Чирской, Калачинской, Березовской, Мигулинской, Хазовской станиц, слободы Провальской. Крестьян к тому времени перевели в категорию приписных казаков Войска Донского и реестровые казаки большей частью нужны были как наставники вновь образованному казачеству в привитии казачьего уклада жизни. Первые землянки начали строить весной 1809 года по обеим сторонам реки Средний Егорлык.
В 1811 году в станице была сооружена деревянная церковь без колокольни, а в 1827 году построена церковь на каменном фундаменте с колокольней. Первое учебное заведение было открыто в 1865 году — мужское приходское училище. Постепенно появились деревянные дома, так, в 1822 году их было 142.
Население станицы в основном занималось хлебопашеством и разведением скота. Сеяли рожь, пшеницу, овес, ячмень, просо, гречку. Пахотной земли было 50178 десятин. По переписи 1897 года, в станице было 1315 дворов и 8000 жителей. К этому времени в каждом дворе в среднем имелось 3 лошади, пара волов, две коровы и более двух десятков овец. Также в станице насчитывалось 8 лавок, 1 церковь, 10 питейных заведений, 3 кузницы, 27 мельниц, 1 кирпичный завод.
Стремительность событий второй половины XIX века потребовала более надежных и оперативных средств связи. Поэтому военное министерство решило построить телеграфную линию вдоль всего тракта. В 1888 году было открыто телеграфное отделение в станице Егорлыкской, его разместили в почтовом доме, во главе всего почтово-телеграфного отделения встал прежний смотритель Ординатов. Инструктора-телеграфиста Сычева прислали из Ростова.
Рост экономики в России требовал улучшения транспортных связей с задонскими станицами. В 1911 году началось строительство железной дороги, которая по проекту должна была проходить в 20 км севернее Егорлыкской. Узнав об этом, егорлычане обратились к члену Государственной Думы, атаману станицы, уряднику Кадацкому Ивану Федосеевичу, который посоветовал собрать казачий круг и принять на нем прошение к Его Императорскому Величеству. С этим прошением атаман Кадацкий отправился в Петербург и привез решение Правительства об изменении маршрута железной дороги, она прошла рядом со станицей. Казаки решили назвать железнодорожную станцию Атаман, в честь атамана Кадацкого. К 1916 году железнодорожная ветка Батайск — Торговая (Сальск) уже действовала.
Станица Егорлыкская в 1917—1941 гг.

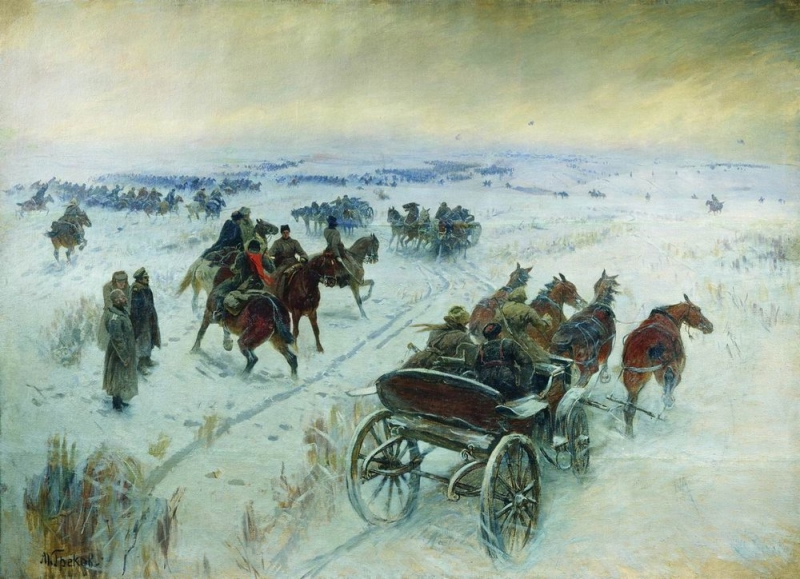
Митрофан Греков.
«Бой при Егорлыкской». 1928−1929.

Постепенно продолжалось благоустройство станицы. Начиная с 1925 года, были введены именования улиц и нумерация домов, организована посадка деревьев. В 1925 году уже работали две начальные школы, клуб, четыре избы-читальни, библиотека.
1920—1924 годы были неурожайные, гражданская война крайне негативно отразилась на станичных хозяйствах, появилось множество бездомных, оставшихся без родителей и опеки детей. В созданном Егорлыкском детдоме было 59 воспитанников в возрасте от 3 до 17 лет. Но он не смог вместить и половины беспризорников. В 1920-е годы очень часто крестьяне объединялись для совместной молотьбы хлебов и других сельскохозяйственных работ.
В 1924 году было организовано крупное сельскохозяйственное кредитное товарищество, через два года в нём насчитывалось 430 человек (председатель Яценко Александр Тихонович).
В декабре 1929 года в станице образовался крупный колхоз, ему дали название «12 лет октября». В этот колхоз вошло 1679 хозяйств и 6940 жителей. В помощь вновь образованным колхозам в конце 1920-х годов стали создаваться машинно-тракторные станции. Они начали с обслуживания колхозов техникой. В 1930 год] из огромного зерносовхоза «Гигант» был создан Егорлыкский совхоз. Однако и это хозяйство было слишком крупным, и в целях оперативного руководства директору был выделен самолёт. В 1934 году совхоз «Егорлыкский» был разделен ещё на три хозяйства: «Егорлыкский», «Роговский» и имени Луначарского. Известно, что в 1928 году была создана единственная в районе коммуна имени Войкова в Дудукаловском сельсовете.
С февраля 1935 года выходила газета «Ленинский путь», а с 22 февраля 1963 года — газета «Заря».

#### Егорлыкская в годы Великой Отечественной войны 1941—1945 гг.
С конца июля 1942 года и по 25 января 1943 года район был временно оккупирован немецко-фашистскими войсками. В боях за освобождение ст. Егорлыкской и населённых пунктов района участвовали воинские соединения и части конно-механизированной группы, в которую входили 2-я, 52-я, 140-я танковые бригады, 221-й и 134-й танковые полки, 4-й и 5-й гвардейский кавалерийские корпуса. Егорлыкская была освобождена 25 января 1943 года 134-м отдельным гвардейским танковым полком под командованием полковника С. А. Тихончука.
Штурм укреплений врага начался 23 января в 23.00. Во время этого штурма и боёв в последующие 2 дня смертью героев пали 25 танкистов, майор Белозёрцев Борис Фёдорович, начальник штаба полка майор Кочетков Дмитрий Александрович. Несмотря на количественное превосходство гитлеровских войск, советским танкистам удалось не только выстоять, но и разгромить врага. К концу дня 25 января станица Егорлыкская была освобождена.
Возле районного Дома культуры, по ул. Грицика, расположен мемориал, посвящённый памяти воинов, павших в боях за освобождение станицы Егорлыкской.

## Физико-географическая характеристика
Станица расположена на юге Ростовской области в пределах Доно-Егорлыкской равнины, в верховьях реки Егорлычёк (правый приток Куго-Еи). Средняя высота над уровнем моря — 90 м. Рельеф местности равнинный. Река Егорлычёк разделяет Егорлыкскую на две неравные части. Большая часть станицы расположена на правом берегу реки. На реке Егорлычёк имеются пруды.
По автомобильной дороге расстояние до города Ростова-на-Дону составляет 110 км, до ближайшего города Зерноград — 46 км. С юго-востока станицу обходит федеральная автодорога Р217. «Кавказ».
Климат
Согласно классификации климатов Кёппена-Гейгера Егорлыкская станица расположена как и город Сальск в зоне влажного континентального климата с умеренно холодной зимой и жарким летом (индекс Dfa). Среднегодовая температура — 10,1 С, среднегодовое количество осадков — 557 мм.
| Показатель                    | Янв. | Фев. | Март | Апр. | Май  | Июнь | Июль | Авг. | Сен. | Окт. | Нояб. | Дек. | Год  |
| ----------------------------- | ---- | ---- | ---- | ---- | ---- | ---- | ---- | ---- | ---- | ---- | ----- | ---- | ---- |
| Средний суточный максимум, °C | −0,7 | 0,2  | 5,9  | 16,8 | 23,2 | 26,9 | 29,7 | 28,9 | 23,3 | 15,0 | 7,3   | 2,3  | 14,9 |
| Средняя температура, °C       | −3,9 | −3,2 | 1,9  | 11,2 | 17,2 | 20,9 | 23,5 | 22,7 | 17,4 | 10,3 | 4,1   | −0,4 | 10,1 |
| Средний суточный минимум, °C  | −7   | −6,5 | −2,1 | 5,7  | 11,2 | 15,0 | 17,3 | 16,5 | 11,5 | 5,6  | 1,0   | −3,1 | 5,4  |
| Норма осадков, мм             | 43   | 36   | 35   | 46   | 53   | 59   | 56   | 47   | 38   | 35   | 47    | 62   | 557  |
| Источник:                     |      |      |      |      |      |      |      |      |      |      |       |      |      |

## Население
| 1897    | 1915    | 1959  | 1970    | 1979    | 1989    | 2002    |
| ------- | ------- | ----- | ------- | ------- | ------- | ------- |
| 5154    | ↗8989   | ↗9568 | ↗12 068 | ↗13 660 | ↗15 805 | ↗18 005 |
| 2008    | 2010    |       |         |         |         |         |
| ↗19 203 | ↘17 660 |       |         |         |         |         |

По первой всеобщей переписи населения России 1897 года в станице Егорлыкской было: «дворов — 862, населения — 2545 муж. и 2609 жен. Из них грамотных — 802 муж. и 214 жен., в том числе имеющие образование: среднее 4 муж. и 5 жен., высшее 1 муж.».
На 1915 год в станице было: «дворов — 1217, населения — 4669 муж. и 4320 жен.».
Согласно переписи населения 1970 года, в станице Егорлыкской проживало 12,068 жителей, из которых 5,370 были мужчины, а 6,698 женщины.
Согласно переписи населения 1979 года, в станице Егорлыкской проживало 13,660 жителей, из которых 6,110 были мужчины, а 7,550 женщины.
Согласно переписи населения 2002 года, в станице Егорлыкской проживало 18,005 человек, из них 47,2 % (8,494 человек) — мужчины, 52,8 % (9,511 человек) — женщины.

## Социальная сфера

##### Образование
В станице Егорлыкской имеется:
- 3 средних общеобразовательных учреждений (СОШ № 1, СОШ№ 7 имени О. Казанского, СОШ № 11),
- 9 детских дошкольных учреждений (детские сады),
- детско-юношеская спортивная школа,
- детская школа искусств,
- Егорлыкский центр внешкольной работы (ЦВР).

##### Культура и спорт
- Егорлыкский районный Дом культуры,
- Центральная районная библиотека,
- Егорлыкский историко-краеведческий музей,
- Стадион.

##### Здравоохранение
- МБУЗ «Центральная районная больница Егорлыкского района», имеющая стационар, поликлиническое отделение и отделение скорой медицинской помощи,
- Егорлыкский филиал ГБУ РО «Психоневрологический диспансер».

## Достопримечательности

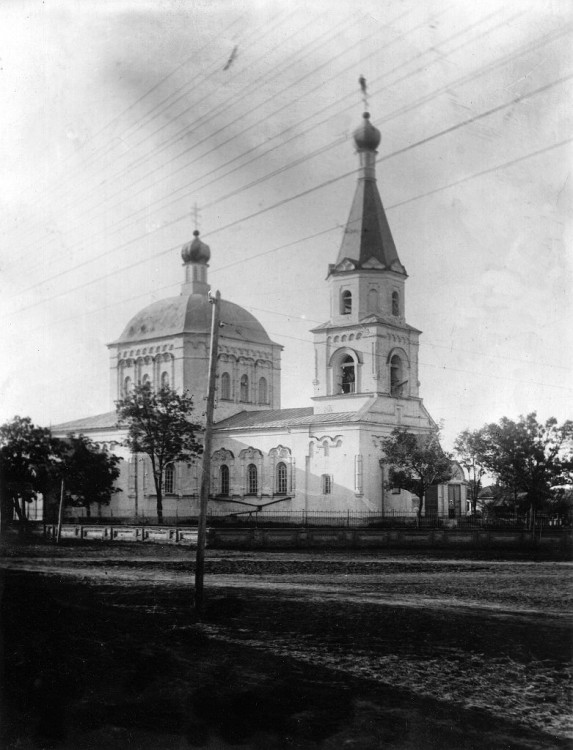
Старая фотография церкви Николая Чудотворца (разрушена в 1936 году)

- Мемориал, посвященный воинам-танкистам 134-го и 221-го танковых полков, участникам боёв в годы Великой Отечественной войны под командованием полковника С. А. Тихончука.
- Егорлыкский историко-краеведческий музей.
- Поклонный крест у въезда в ст. Егорлыкскую с надписью: «В междоусобной брани живот положившим. Да не повторится».
- Памятник донским казакам в станице Егорлыкская. Памятник сооружен в 2006 году (скульптор С. П. Кальченко) на средства казаков Всевеликого Войска Донского. Под крестом написаны стихи, посвященные донским казакам, погибшим в годы гражданской войны: «Когда на этом месте казаков судьба на красно-белых разделила, то по прошествии годов их братская могила примирила. Сегодня здесь воздвигнут крест —  в нём Божья правда есть и сила. Мир праху воинству Донцов — потомство их не позабыло».
- Памятник В. И. Ленину в станице Егорлыкская.
- Памятник Героям Гражданской войны на ул. К. Ворошилова в станице Егорлыкская (1954). Скульпторы А. Джалаухян и Р. Шекер. Памятник представляет собой фигуру красноармейца в конармейской шинели и буденовке, вкладывающим в ножны шашку. В станице Егорлыкская в 1920 году шли бои гражданской войны под названием «Егорлыкское сражение».
- Парк-музей трудовой и боевой славы Егорлыкского района с предметами казачьего быта, интерьером станичного дома, стендом, посвященным уроженцу ст. Егорлыкской — конструктору стрелкового оружия Токареву Фёдору Васильевичу. Токарев Ф. В. изобрёл пистолет «ТТ», самозарядную винтовку «СВТ», снайперскую винтовку №- ПА 5903.
- Памятник мирным жителям, погибшим под бомбежкой железнодорожной станции Атаман в 1942 году (2011)[14]. В 1942 году был разбомблен железнодорожный состав, в котором находились беженцы и санитарно-медицинское отделение. Убитые были похоронены в общей могиле, на которой установили обелиск. На месте обелиска в настоящее время установлен памятник с надписью: «Они не были солдатами, но их жизни унесла война».
- Памятник героям-вертолётчикам. В горячих точках (Афганистан, Абхазия, Чечня) принимал участие 325-й отдельный транспортно-боевой вертолётный полк, базировавшийся тогда на аэродроме близ Егорлыкской.
- Церковь Николая Чудотворца (1906—1936).

К культурным памятникам регионального значения в Егорлыкской относится памятник в честь разгрома белогвардейцев под станицей Егорлыкской (скульптор Е. Ф. Лобко, архитектор Я. С. Занис, 1975 г.).

## Фотогалерея

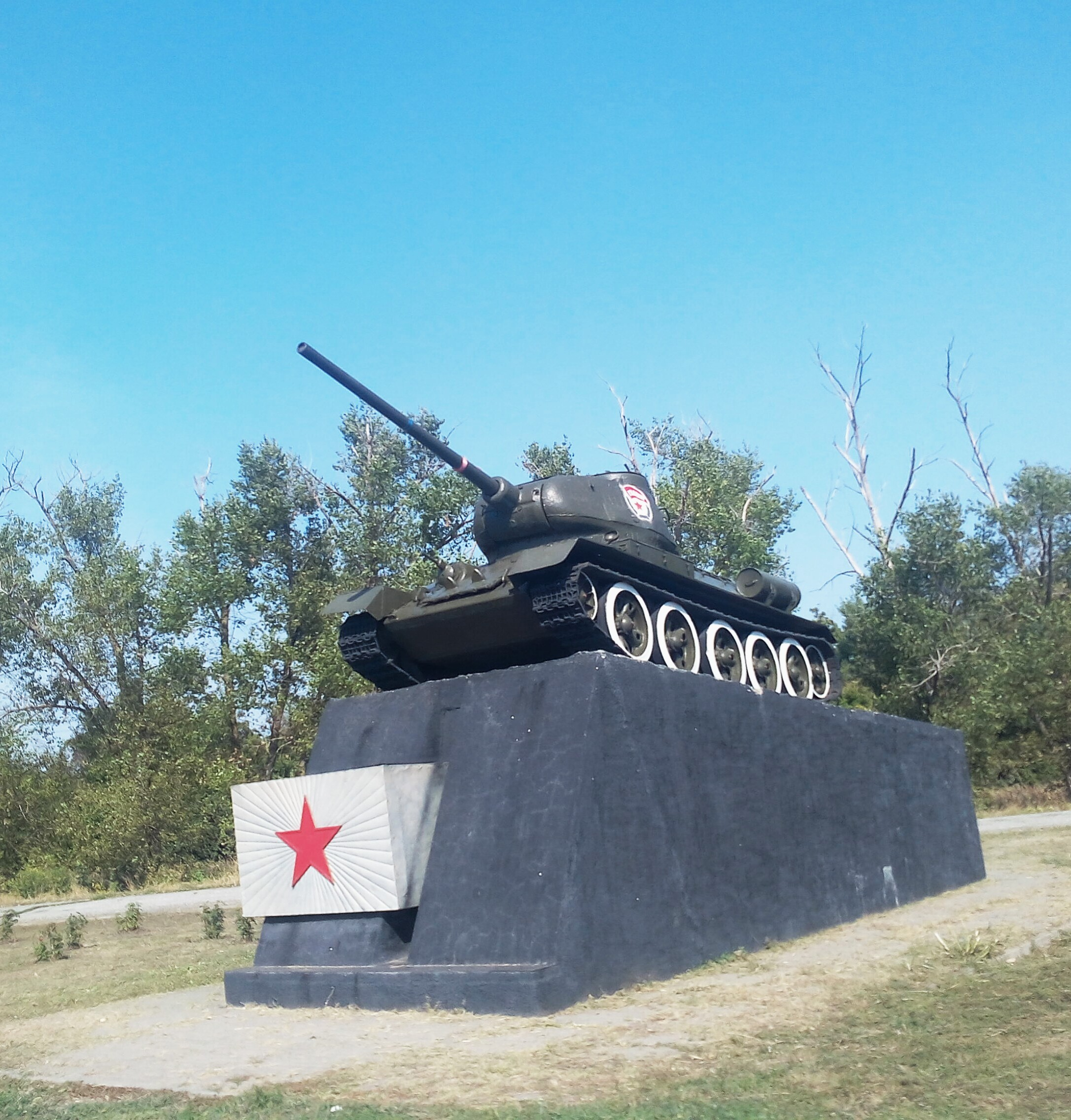
Памятник танкистам
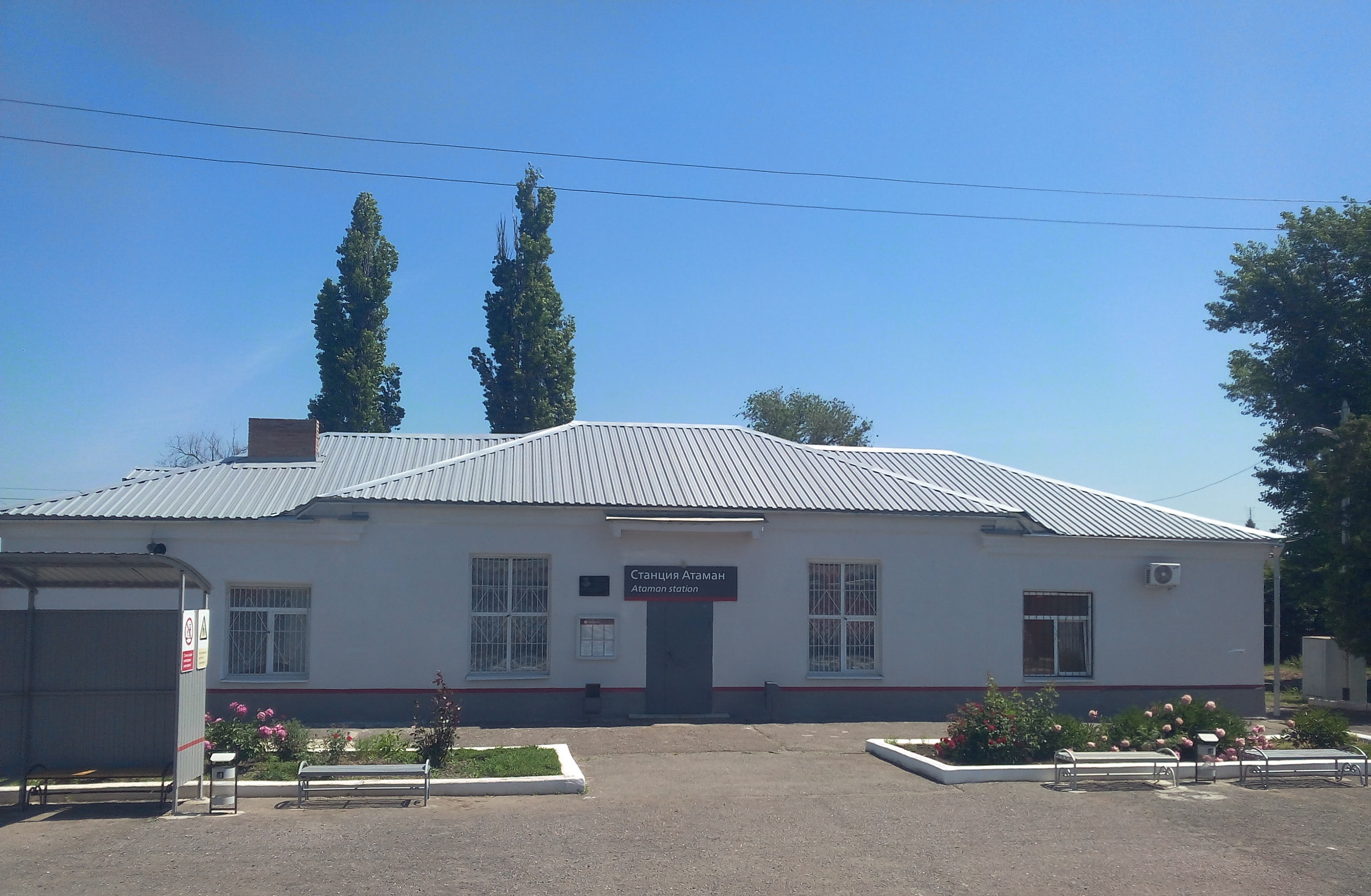
Вокзал станции Атаман
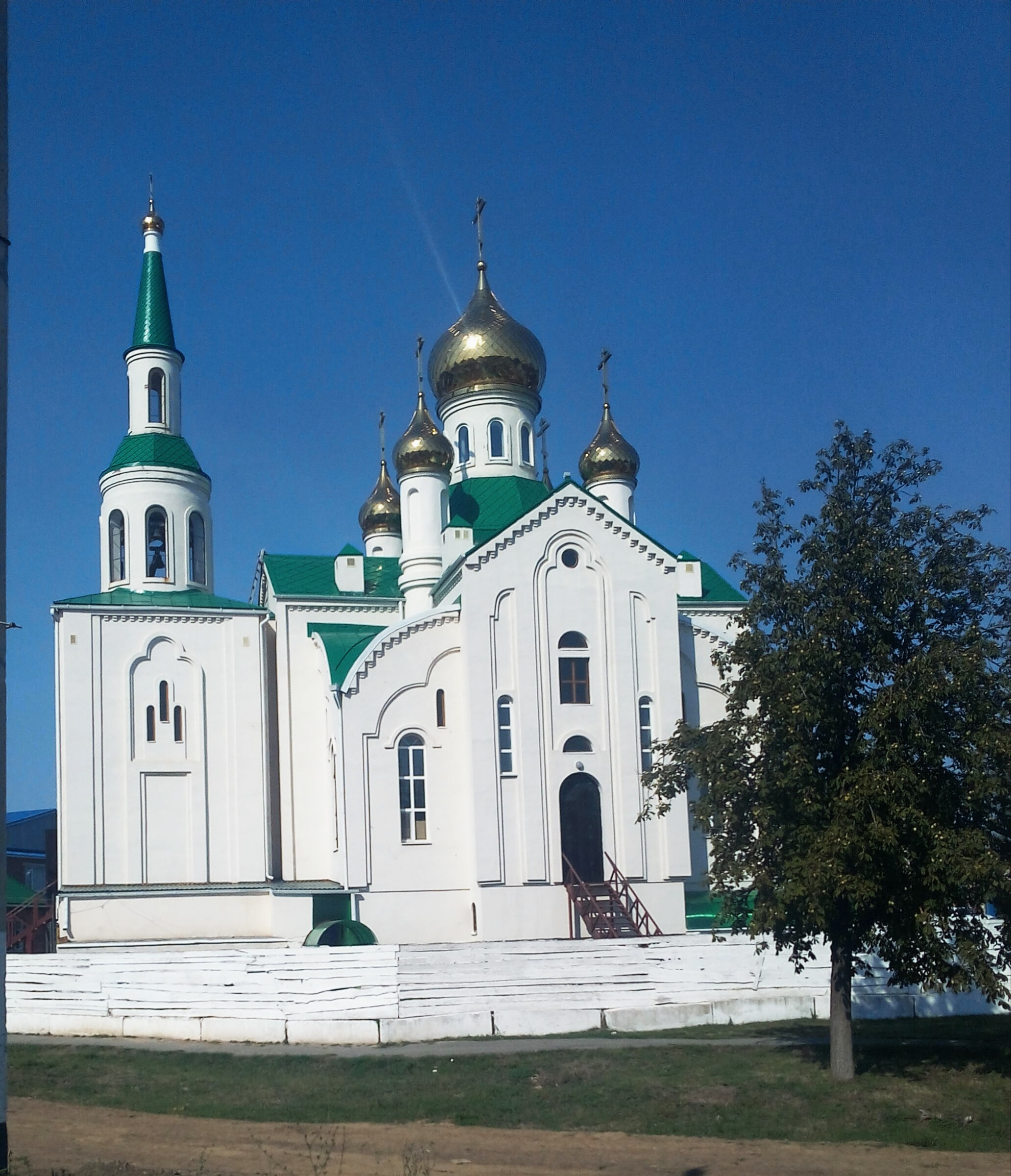
Здание Храма

## Люди, связанные со станицей
- Брилёв, Тимофей Ефимович — Герой Советского Союза.
- Грецкий, Владимир Иванович — Герой Советского Союза, почётный гражданин станицы, в его честь здесь названа улица.
- Дубинец, Андрей Петрович — Герой Советского Союза.
- Токарев, Фёдор Васильевич — конструктор стрелкового оружия, Герой Социалистического Труда.